# Lauter-Lindach-Randbucht
Lauter-Lindach-Randbucht ist der Naturraum 101.31 des Schwäbischen Keuper-Lias-Lands im Südwestdeutschen Stufenland, er gehört zur naturräumlichen Haupteinheit 101 – Vorland der mittleren Schwäbischen Alb.

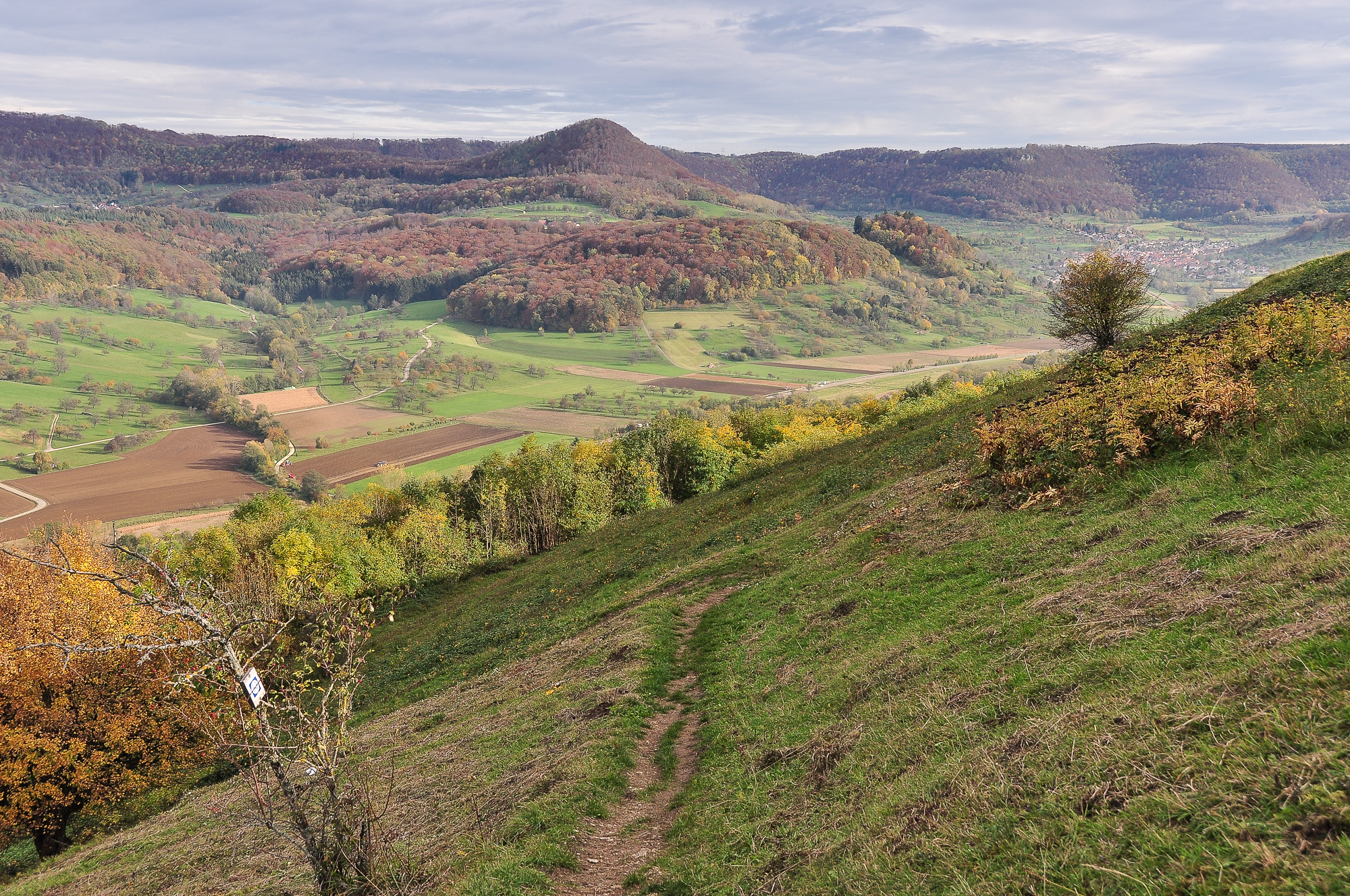
Blick von der Limburg ins Neidlinger Tal

## Lage
Nach den Gliederungen des Handbuchs der naturräumlichen Gliederung Deutschlands von Meynen/Schmithüsen (1953–1962) und den Verfeinerungen des Einzelblatts Nr. 171 Göppingen schließt der Naturraum östlich an den Naturraum Neuffen-Vorberge an und erstreckt sich entlang des Albtraufs zwischen Owen und Aichelberg. Folgende Städte und Gemeinden der Landkreise Esslingen und Göppingen liegen im Naturraum Lauter-Lindach-Randbucht:
- Owen
- Lenningen (Ortsteile Brucken und Unterlenningen)
- Weilheim an der Teck
- Neidlingen
- Aichelberg

## Geographie
Der Naturraum trennt als schmaler Streifen das Kirchheimer Becken vom Albtrauf. Er umfasst das Oberlaufgebiet der Lenninger Lauter und der Lindach. Die Höhen liegen zwischen 390 m und 540 m. Im Gegensatz zur tiefer liegenden benachbarten Neuffen-Vorbergzone überwiegen flächenmäßig die flachen Geländerücken (Riedel) in den Blaukalken, die als nur teilweise bewaldete Terrassen gegen die flachmuldigen, entlang der Lindach breit aufgeschotterten Täler vorstoßen. Die Geländerücken waren ursprünglich bewaldet, bestehen heute aber weitgehend aus Obstwiesen, während die Talsohlen Ackerland tragen.
Wie im Gebiet der Neuffen-Vorberge stellen die teilweise mehr als 600 Meter aufragenden kuppigen Basalttuffschlote des Schwäbischen Vulkans ein wesentliches Merkmal dar. (z. B. Feuerbölle, Hohenbol, Hörnle, Turmberg, Aichelberg und Limburg). Der Charakter des Naturraums erschließt sich besonders schön, wenn man auf der Autobahn am Albabstieg Richtung Stuttgart fährt.